# El Rosario (Sinaloa)
El Rosario ist eine Stadt mit etwa 16.000 Einwohnern im Süden des mexikanischen Bundesstaates Sinaloa und Verwaltungssitz des Municipio Rosario. Sie liegt nahe der Grenze zum Bundesstaat Nayarit und gilt seit 2012 als Pueblo Mágico.
Die Stadt ist berühmt für den Altar in der Stadtkirche Iglesia de Nuestra Señora. Rosario war mal die reichste Stadt in Nordwestmexiko, weil es in Rosario viele Bergbaubetriebe gab.